# Boris Buša
Boris Buša (Vrbas, 25 de abril de 1997) é um voleibolista profissional sérvio, jogador posição oposto.

## Títulos
Clubes
Supercopa da Sérvia:
- 2019, 2020

Copa da Sérvia:
- 2020

Campeonato Sérvio:
- 2020, 2021

MEVZA:
- 2022